# Im Spannungsfeld
Im Spannungsfeld ist ein deutscher Spielfilm aus dem DEFA-Studio für Spielfilme von Siegfried Kühn aus dem Jahr 1970.

## Handlung
In Berlin klingelt bei der Kunsthistorikerin Jutta das Telefon, die ein Zimmer im Pergamonmuseum bewohnt, da sie dort arbeitet. Der Anrufer Karl Hoppe, Werkleiter des Transformatorenwerkes Mönneburg, teilt ihr mit, dass um 11:30 Uhr ein schwarzer Tatra 603 vor ihrer Tür stehen wird, um ihren Freund Dr. Jochen Bernhardt zu einer Besprechung auf der Leipziger Messe abzuholen. Karl Hoppe möchte den Mathematiker davon überzeugen, in seinem Werk die elektronische Datenverarbeitung in leitender Position aufzubauen. Jochen Bernhardt interessiert jedoch weniger der Titel eines Direktors für Datenverarbeitung, als der Entscheidungsspielraum, der ihm in dieser Funktion zugestanden wird. Der Hinweis darauf, dass er dann Mitglied der Werkleitung und nicht eingeengt sein würde, reicht ihm dann vorerst, denn sein Ziel ist es, die Möglichkeiten der Datenverarbeitung endlich ausgiebig zu nutzen. Am Abend gehen sie gemeinsam mit Jutta, die Jochen unbedingt begleiten wollte, in das Restaurant Auerbachs Keller, wo sie den abgeschlossenen Pakt feiern.
Nicht allzu lange Zeit später zeigt Karl Hoppe seinem neuen Mitarbeiter den Betrieb, in dem er vor 10 Jahren als Werkleiter anfing und dem er, auch mit Hilfe fähiger Kollegen, wie dem Abteilungsleiter Paul Keßler, zum Aufschwung verhalf. Bereits seit mehreren Jahren erfüllt das Werk den vorgesehenen Plan, wenn es auch manchmal Zulieferprobleme gibt. Am Ende des Rundgangs zeigt Hoppe eine Baustelle, die sich als Neubau für eine Produktionsstätte herausstellt, die sich nach der Datenverarbeitung richtet und nicht umgekehrt. Doch im Betrieb finden die neuen Methoden von Jochen Bernhardt nicht überall Zustimmung, was zu vielen Diskussionen mit den Arbeitern führt. Auch Paul Keßler vertritt die Meinung, dass nur das Wachsen im Betrieb und sein Notizbuch die benötigten Erfahrungen bringen können. Damit kontert er die Meinung des Mathematikers, der nach der Einführung der Datenverarbeitung die handschriftlichen Notizen dem Feuer übergeben will. Der Unfrieden im Werk wächst und die ersten Mitarbeiter wollen bereits kündigen, da sie mit den neuen Methoden nicht einverstanden sind. Es werden schon Wetten abgeschlossen, wer von den beiden Kollegen Hoppe und Bernhardt zuerst gehen muss.
Doch nicht nur mit seinen eigenen Kollegen legt sich Dr. Bernhardt an, sondern auch mit den Bauarbeitern der neuen Betriebsstätte. Eines Tages lädt er sie zu einem gemeinsamen Frühstück in die Kantine des Werkes und zu einem kleinen Film ein, der sie bei ihrer Arbeit zeigt. Darauf reagieren sie mit stolzen Äußerungen, die aber nur anhalten, bis auch ihre unproduktiven Momente gezeigt werden, in denen sie während der Arbeitszeit herumalbern, herumsitzen und Alkohol trinken. Danach wollen die Bauleute gehen, ohne etwas gegessen zu haben, haben die Kritik jedoch verstanden und kommen nach einiger Bedenkzeit zurück. Auch Karl Hoppe erkennt die Probleme Jochens und ruft dessen Freundin Jutta in Berlin an, um sie zu bitten, nach Mönneburg zu kommen, in der Hoffnung, dass sich ihre Anwesenheit positiv auf dessen Verhalten auswirkt. Doch nicht nur in den Kreisen der Angestellten und Arbeiter kriselt es, denn die Leitungsmethoden Dr. Jochen Bernhards werden bereits in den Direktionssitzungen diskutiert. Natürlich geht es ihm nur um die besten Ergebnisse für den Betrieb, doch es geht um seinen Ton und seinem überheblichen Umgang mit den Kollegen, außerdem lässt er keine Meinung außer der eigenen gelten.
Als Ergebnis dieser Kritik soll Dr. Bernhardt eine Berechnung der Wirtschaftlichkeit des jetzigen Betriebsablaufs erarbeiten, die für die Finanzierung des Weiterbaus des neuen Betriebsgebäudes erforderlich ist. Um dafür nicht zu viel Zeit zu benötigen, nimmt er die Hilfe eines Rechners Robotron 300 in einem Institut in Anspruch. Nachdem die ersten Ideen in dieser Richtung mit gleichgesinnten Kollegen ausgetauscht wurden, geht Jochen noch in eine Bar, um allein über den Abend eine Flasche Wodka zu trinken. Als er am Morgen in seiner Wohnung aufwacht, liegt seine Freundin Jutta neben ihm im Bett. Die Frage, ob sie nicht für immer bleiben könnte, lässt sie unbeantwortet.
Am Tag nachdem er die Ergebnisse der Auswertung durch den Computer erhält, bekommt Jochen von Karl die Information, dass er in Moskau an einer Tagung internationaler Datenverarbeitungsexperten der ganzen Welt teilnehmen soll. Doch dann zeigt Jochen die ausgedruckten Ergebnisse des Rechners, die eine Unwirtschaftlichkeit des Betriebes ergeben, weshalb Karl fehlerhafte Eingaben dafür verantwortlich macht. Die Richtigkeit des Ergebnisses würde bedeuten, dass die bereits in Bau befindliche neue Halle nicht fertiggestellt werden darf. Es kommt zum lautstarken Streit der beiden, bis die Parteisekretärin des Betriebes versucht, diesen zu schlichten. Sie stellt die Frage, ob es nicht möglich wäre, trotz der negativen Wirtschaftlichkeit des jetzigen Betriebsablaufs das neue Werkgebäude zu errichten. Als er am Abend wieder seine Wohnung betritt, ist Jutta bereits wieder mit ihren Sachen nach Berlin abgereist. In einem Gespräch Hoppes mit Paul Keßler erklärt dieser, dass ihm das Vorgehen Dr. Bernhardts immer mehr gefällt, da dieser nur die Wahrheit sucht und sich nicht unterkriegen lässt. Er empfiehlt dem Werkleiter, nach Berlin zu fahren und dort die Karten offenzulegen, egal welche Entscheidung dabei herauskommt. Doch Karl Hoppe ist immer noch misstrauisch und lässt vorsichtshalber nochmals das Ergebnis durch den Rechner überprüfen, welches sich aber dadurch nicht verändert. 
Jochen Bernhardt kommt positiv verändert vom Moskauer Kongress zurück und geht gemeinsam mit Karl Hoppe zum Generaldirektor der VVB, um dessen Entscheidung zum Bau des neuen Werkes abzuholen. Entgegen ihren Erwartungen dürfen sie weiterbauen, denn der Weg, der bisher gegangen wurde, und die Offenheit sind richtig, was den Generaldirektor optimistisch stimmt. Vor der Tür der VVB werden sie von Jochens Freundin Jutta erwartet, und gemeinsam gehen sie in die Zukunft.

## Produktion und Veröffentlichung
Im Spannungsfeld wurde von der Künstlerischen Arbeitsgruppe Babelsberg unter den Arbeitstiteln Datum und Abenteuer gesucht als Schwarzweißfilm gedreht und hatte seine Uraufführung am 12. Februar 1970 im Berliner Kino International. Im Deutschen Fernsehfunk wurde der Film das erste Mal am 2. Februar 1972 im 2. Programm gezeigt.
Das Szenarium stammt von Helfried Schreiter und für die Dramaturgie war Dieter Scharfenberg verantwortlich.

## Kritik
H. U. stellt in der Neuen Zeit fest:

„Diesem Film wohnt rationale Spannung inne, die ihn interessant, mitunter erregend macht. Ein Stück Zukunft, und zwar ein sehr gewichtiges, wird sichtbar. […] Siegfried Kühns Regietalent (‚Im Spannungsfeld‘ ist sein erster eigener Film nach Regiestudium und Theaterarbeit in Moskau und Assistenz bei ‚Jungfer, sie gefällt mir‘) wie eindrucksvoll erkennbar im konzentrierten, straffen Aufbau der Szenen, in originellen Blickwinkeln, in zügigem Tempo.“

Das Lexikon des internationalen Films schreibt:

„Grüblerischer Gegenwartsfilm aus der Zeit der ‚wissenschaftlich-technischen Revolution‘ (vgl. auch Netzwerk und Zeit zu leben). Dabei wird die interessante Thematik eher theoretisch-abstrakt behandelt. Pathos und diverse Stilisierungen in Bild, Musik und Filmarchitektur heben den Stoff auf eine menschheitsgeschichtliche Höhe, der die Fabel letztlich nicht gerecht werden kann.“